# Storrington
Storrington est une petite ville d'Angleterre située dans le district de Horsham dans le Sussex de l'Ouest. C'est l'une des deux paroisses civiles de Storrington et Sullington. Storrington se trouve au pied du côté Nord des South Downs. En 2006, Storrington avait une population de 4 600 habitants. Il y a une grand-rue commerçante (High Street). La route A283 traverse Storrington la reliant à Steyning à l'est et à  Pulborough à l'ouest.

## Histoire
Storrington est mentionnée dans le Domesday Book comme « Estorchestone », ce qui signifie un lieu connu pour ses cigognes. Une charte d'Henri IV d'Angleterre lui permet de tenir un marché tous les mercredis dès l'année 1400 et d'accueillir trois foires par an, le 1er mai, le mercredi de Pentecôte et à la Saint-Martin. Les activités de tannerie et de forgerons font vivre le village jusqu'au XXe siècle. L'élevage de lapins est aussi une importante source de revenus, dont les toponymes font mémoire : The Warren, Warren Hill, Sullington Warren et Warren Croft. Au point de vue architectural, Nikolaus Pevsner note la petite porte de Browns Lane, l'église, le couvent dominicain dit l'abbaye, dont l'école a fermé en 1999.

## Lieux remarquables

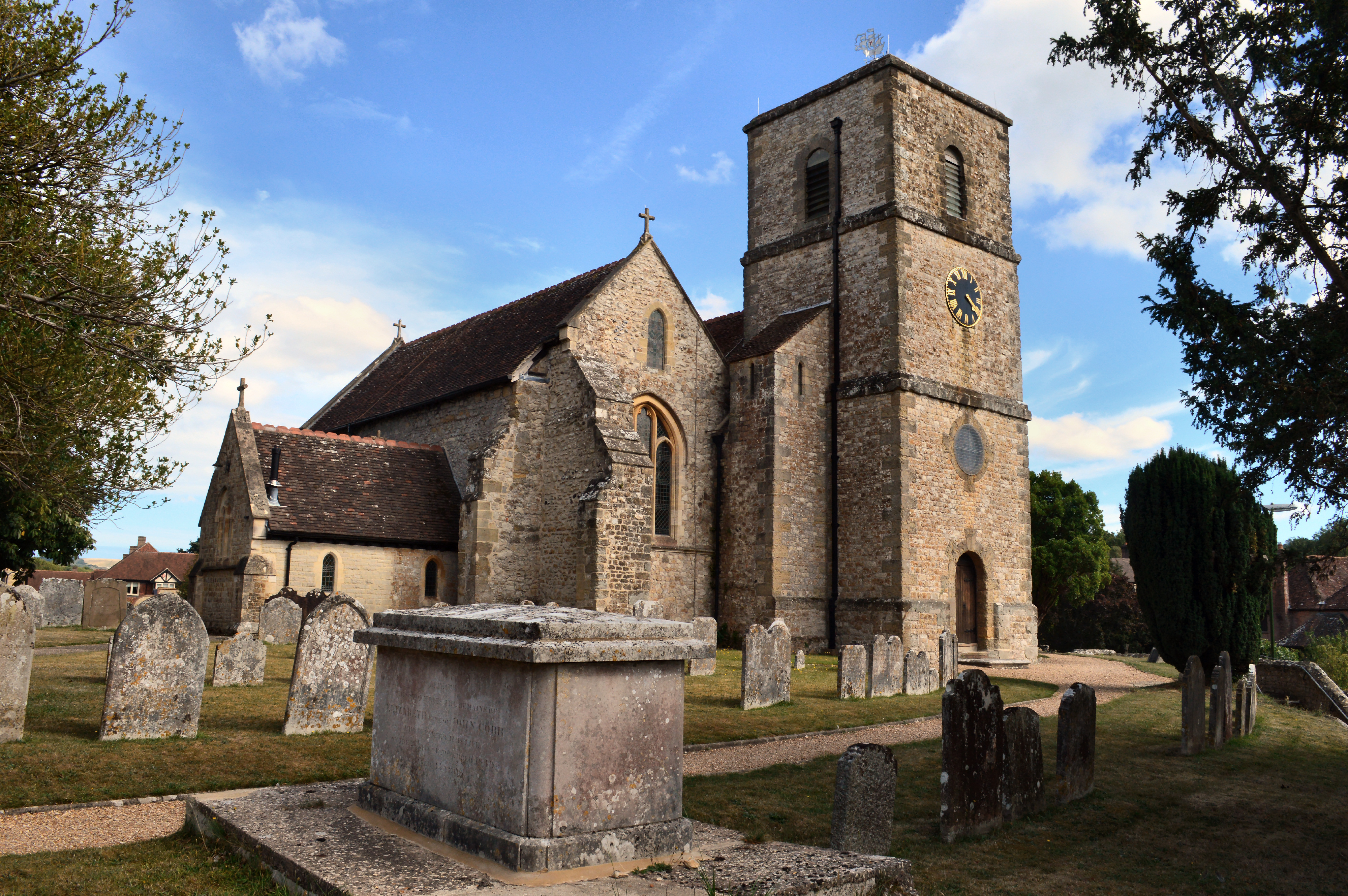
Église anglicane Sainte-Marie.

- St Joseph's Hall, situé à Greyfriars Lane est un édifice protégé de niveau II[3], ancienne résidence de l'évêque d'Arundel et Brighton. Ce manoir a été construit comme maison de campagne d'un homme d'affaires américain du nom de George Trotter en 1910, puis vendu à des Norbertins français. En 1956, Vincent et Nona Byrne s'en sont servis comme maison de refuge pour des exilés hongrois fuyant la révolte hongroise de 1956[4].

- Parham Park, sur la route de Pulborough, est une demeure de campagne avec un grand parc où l'on élève des daims, ouvert au public les week-ends.
- Little Thakeham est une demeure Arts and Crafts construite par Edwin Lutyens[5].
- Église anglicane St Mary's[6] sur  Church Street.

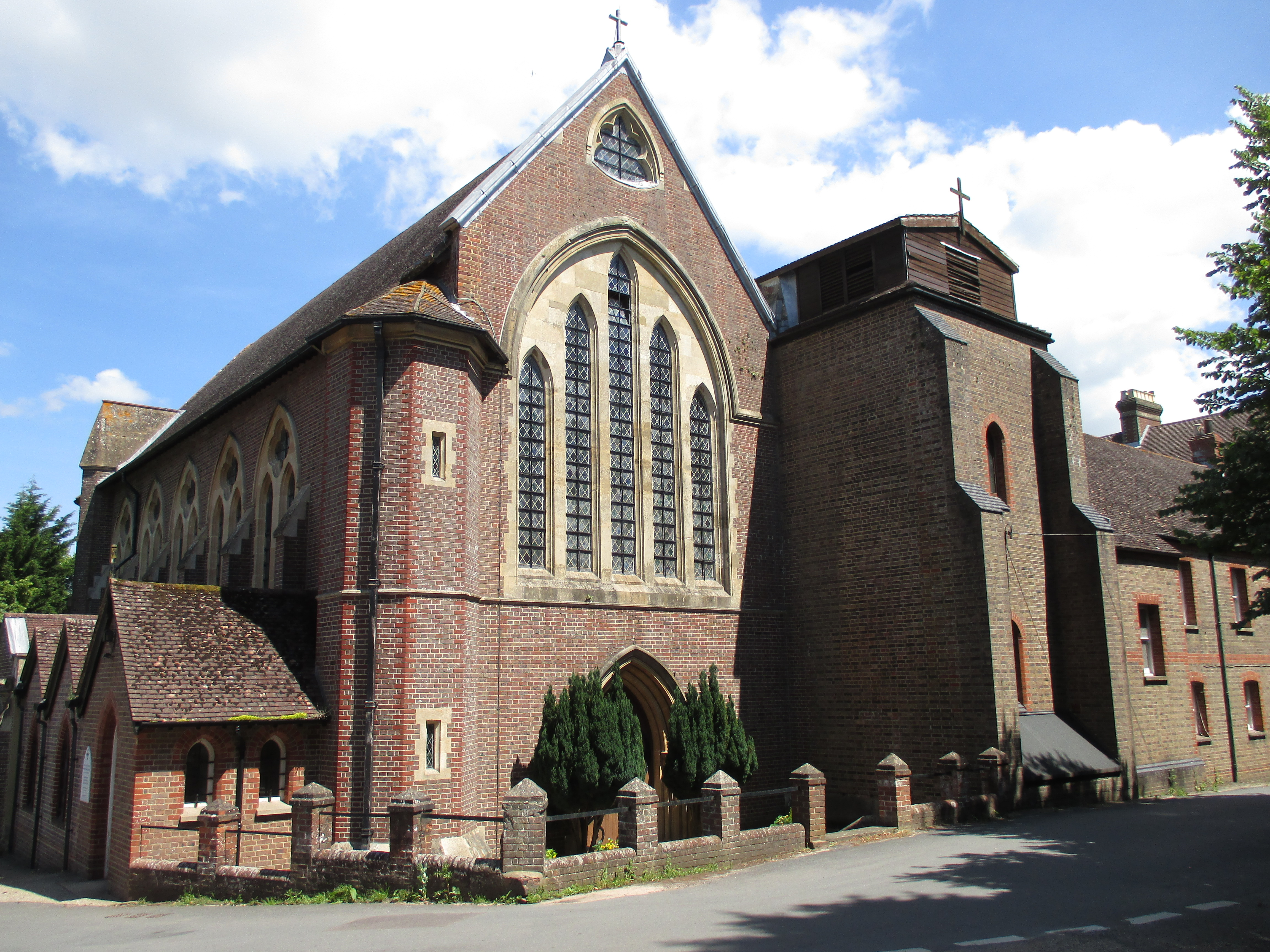
Église et prieuré Notre-Dame-d'Angleterre.

- Prieuré Notre-Dame-d'Angleterre (Our Lady of England)[6] donnant sur Monastery Lane, dont l'église est l'église paroissiale catholique de Storrington.

- Il y a aussi une communauté méthodiste.

## Galerie

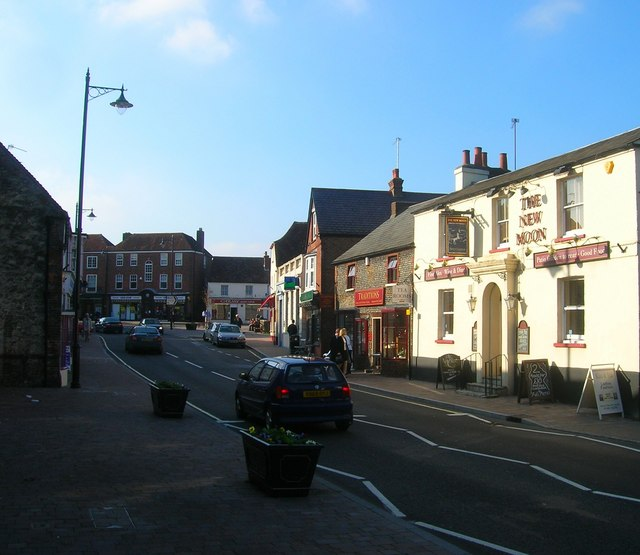
High Street.

## Jumelage
Storrington est jumelée avec Villerest en France.

## Personnalités
- Donald Attwater (1891-1977), écrivain mort à Storrington.